# In Between (album Paula van Dyka)
In Between – piąty studyjny album niemieckiego DJ-a i producenta Paula van Dyka. Album został wydany 14 sierpnia 2007 roku.

## Lista utworów
1. „Haunted” (feat. Lo-Fi Sugar) – 5:40
2. „White Lies” (feat. Jessica Sutta) – 4:37
3. „Sabotage” – 3:41
4. „Complicated” (feat. Ashley Tomberlin) – 7:58
5. „Get Back” (& Alex M.O.R.P.H feat. Ashley Tomberlin) – 5:23
6. „Far Away” (& Giuseppe Ottaviani) – 3:32
7. „Another Sunday” – 6:32
8. „Talk in Grey” (feat. Ryan Merchant) – 3:22
9. „In Circles” (& Alex M.O.R.P.H) – 4:31
10. „In Between” – 3:23
11. „Stormy Skies” (feat. Wayne Jackson) – 4:24
12. „Détournement” – 2:20
13. „New York City” (& Starkillers & Austin Leeds feat. Ashley Tomberlin) – 5:25
14. „Castaway” (feat. Lo-Fi Sugar) – 3:26
15. „La Dolce Vita” (& Giuseppe Ottaviani) – 2:50
16. „Let Go” (feat. Rea Garvey) – 6:17
17. „Fall With Me” (feat. David Byrne) – 4:30

## Pozycje na listach
| Lista | Kraj   | Pozycja |
| ----- | ------ | ------- |
| OLiS  | Polska | 28      |